# Chocim (Opole)
Pour les articles homonymes, voir Chocim.
Chocim est une localité polonaise du gmina et du powiat de Prudnik,  en voïvodie d'Opole.